# Milverton, Warwickshire
Milverton är en ort i civil parish Royal Leamington Spa, i distriktet Warwick, i grevskapet Warwickshire i England. Milverton var en civil parish fram till 1894 när blev den en del av New Milverton och Old Milverton. Civil parish hade 2 979 invånare år 1891. Byn nämndes i Domedagsboken (Domesday Book) år 1086, och kallades då Malvertone.